# Guarani Esporte Clube (Paraná)
O Guarani Esporte Clube é um clube brasileiro de futebol. Sua sede está localizada na cidade de Ponta Grossa, no estado do Paraná.

## História
O Guarani Sport Club foi fundado em 1927 por comerciantes e parte da elite local com o objetivo de levar lazer e esporte aos comerciários. O nome foi inspirado no livro homônimo de José de Alencar . Praticamente foi fundador da Liga Sportiva Paranaense e disputou o primeiro campeonato da 2a divisão em 1915 ficando em 3º lugar, junto com o Operário S.C. Iniciava a grande rivalidade dos clubes que perduraria até a década de 50 e 60, sempre com partidas equilibradas.
O Guarani foi a primeira equipe do Paraná a excursionar para fora do Estado, em 1917. Após a profissionalização do campeonato paranaense, foi a primeira equipe de Ponta Grossa a participar do mesmo, em 1954.
Em 1931, como campeão do interior o Guarani disputou o título paranaense com o Coritiba, campeão da capital. Em 3 de abril de 1932, em Curitiba, Coritiba 1 a 0 Guarani. O Coritiba campeão paranaense e Guarani vice-campeão paranaense de 1931.
Em 1954 o Guarani volta a participar da 1a divisão, rivalizando com o Operário Ferroviário E.C. e conquistando outro vice-campeonato estadual. O Guarani geralmente ficava entre os melhores da competição.
No final da década de 60, as más campanhas dos times de Ponta Grossa motivaram a fusão entre Operário e Guarani, formando a Associação Pontagrossense de Desportos,, com 3 anos de duração, jogando sua primeira temporada em 1971. Após a dissolução da parceria o Guarani abandonou os campeonatos profissionais.
Atualmente o clube disputa campeonatos amadores..

## Títulos
| ESTADUAIS  | ESTADUAIS                                                   | ESTADUAIS | ESTADUAIS              |
| Competição | Competição                                                  | Títulos   | Temporadas             |
| ---------- | ----------------------------------------------------------- | --------- | ---------------------- |
|            | Liga Pontagrossense - Seletiva para o Campeonato Paranaense | 1         | 1934                   |
|            | Campeonato Amador da Liga de Ponta Grossa                   | 1         | 1931, 1944, 1948, 1950 |

### Campanhas de destaque
| Competição   | Competição                                       | Temporadas | Melhor campanha              | Estreia | Última |
| Paraná       | Campeonato Paranaense                            | 13         | Vice-Campeão (duas vezes)    | 1931    | 1965   |
| Paraná       | Campeonato Paranaense - Segunda Divisão          | 4          | Primeira Fase (quatro vezes) | 1967    | 1970   |
| Ponta Grossa | Liga Pontagrossense (seletiva para o Paranaense) | 14         | Campeão (qem 1934)           | 1929    | 1941   |

| Guarani Sport Club    | Guarani Sport Club | Guarani Sport Club | Guarani Sport Club | Guarani Sport Club   |
| Torneio               | Campeão            | Vice-campeão       | Terceiro colocado  | Quarto colocado      |
| --------------------- | ------------------ | ------------------ | ------------------ | -------------------- |
| Campeonato Paranaense | 0                  | 2 (1931, 1956)     | 1 (1960            | 3 (1955, 1957, 1959) |